# Apollonia Pontyjska
Apollonia Pontyjska – wspólna kolonia Miletu, Fokai oraz Rodos na wybrzeżu Azji Mniejszej. Założona po raz pierwszy w VIII w. p.n.e. a po jej zniszczeniu założona ponownie w roku 560 p.n.e.